# 勒基乌
勒基乌（法語：Le Quiou，法語發音：[lə kju]）是法国阿摩尔滨海省的一个市镇，位于该省东部，属于迪南区。

## 地理
勒基乌（48°21'4"N, 2°0'22"W）面积5.06 平方千米，位于法国布列塔尼大區阿摩尔滨海省，该省份为法国西北部沿海省份，位于布列塔尼半岛北部，北濒大西洋英吉利海峡，西接菲尼斯泰尔省，南至莫尔比昂省，东临伊勒-维莱讷省。
与勒基乌接壤的市镇（或旧市镇、城区）包括：埃夫朗、普卢阿讷、圣安德烈德索、圣瑞瓦、特雷菲梅勒。

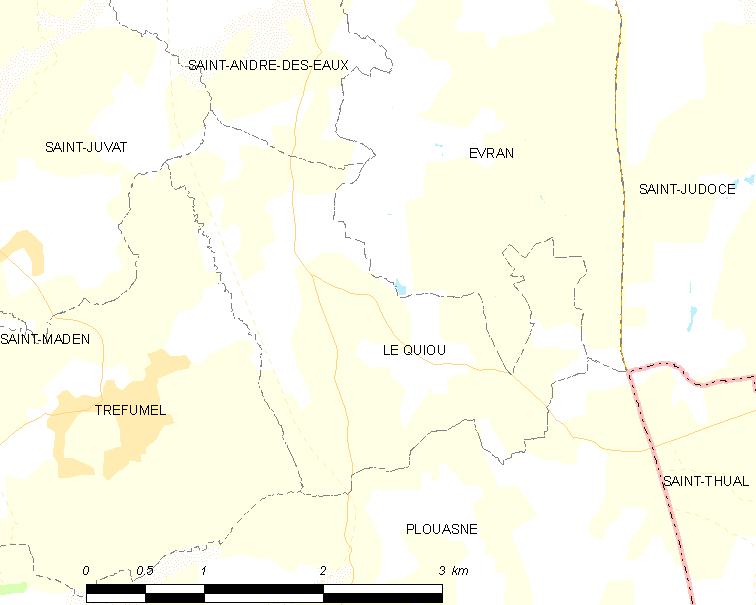
勒基乌的OSM定位图

勒基乌的时区为UTC+01:00、UTC+02:00（夏令时）。

## 行政
勒基乌的邮政编码为22630，INSEE市镇编码为22263。

## 政治
勒基乌所属的省级选区为朗瓦莱县。

## 人口

1962-2008年间勒基乌人口变化图示

勒基乌于2022年1月1日时的人口数量为355人。